# Mikojan-Gurevitj MiG-27
Mikojan-Gurevitj MiG-27, förkortat MiG-27, (ryska: Микоян Гуревич МиГ-27, МиГ-27. NATO-rapporteringsnamn: Flogger D/J) är ett sovjetiskt attackflygplan utvecklat under det kalla kriget och är utvecklad från det andra stridsflygplanet Mikojan-Gurevitj MiG-23.

## Historia
I slutet av 1960-talet sökte Sovjetunionen ett nytt attackflygplan till sina militära styrkor och uppdraget att utveckla ett sådant gick till den ryska flygtillverkaren Mikojan. Efter mycket studier beslutades att man skulle bygga vidare på den lyckade MiG-23-konstruktionen och modifiera upp denna till attackformat. Planet fick stora likheter med MiG-23 med vissa skillnader. Nosen byggdes om för att ge piloten bättre sikt, motorn och luftintagen ändrades för att kunna ge planet högre startvikt och på så sätt bära mer vapenlast. Det fick även kraftigare landställ för att kunna landa på sämre landningsbanor. Utöver detta fick planet även en pansarskyddad förarkabin som skydd mot markeld vid låga flygningar.

## Varianter

### Flogger-D
- MiG-27. Detta var den första varianten av MiG-27 och den första i flogger-familjen att ha en huv utan mittdel i ramen vilket möjliggjorde att katapultstolen kunde skjutas direkt genom glaset. Den dielektriska huven ovanför vapenbalken på vingen använde på MiG-27 som plats för elektro-optiska sensorer. Den fasta beväpningen bestod av en GSj-6-23 automatkanon.
- MiG-27D. Var en särskild variant för kärnvapenanfall, med ett PSBN-6S navigations- och attacksystem speciellt utvecklat för uppdraget. 560 stycken MiG-27D byggdes mellan 1973 och 1977. Dessa plan stod vanligen i permanent beredskap på samma sätt som FB-111A ur amerikanska flygvapnet gjorde.

### Flogger-J
- MiG-27M. Detta var en uppdatering av den ursprungliga MiG-27 där de elektro-optiska sensorerna och antennerna ovanför vapenbalkarna på vingen hade tagits bort. Från början utgjordes den fasta beväpningen av en GSj-6-23M 23 mm automatkanon som senare ersattes av en GSj-6-30 30 mm automatkanon med 260 skott i en gondol under buken. Ett utökat telekrigssystem installerades och den nya PrNK-23K navigerings- och attacksystem som innehöll autopilot, kanonsikte och bombsikte. Den nya kanonen kom att medföra problem på grund av den kraftiga rekylen då längre eldskurar än två till tre sekunder kunde leda till permanenta skador på flygkroppen. Totalt byggdes 150 stycken MiG-27M mellan 1978 och 1983. Idag är varianten endast i tjänst i Sri Lankas flygvapen.
- MiG-27L. Detta var en exportvariant av MiG-27M som exporterades i form av byggsatser till Indien med början 1986. Den enda skillnaden var att IR-sensorn på undersidan nosen hade ett helt fönster istället för flera mindre. Totalt 130 stycken monterades i Indien.
- MiG-27H. Detta var en inhemsk uppgradering av Indiens licensmonterade MiG-27L med fransk avionik som hade samma prestanda men innebar en betydande viktreducering. I förarkabinen byttes en del analoga instrument ut mot två generiska displayer, en ny dator installerades, navigationssystemet försågs med ringlasergyron för tröghetsnavigering kombinerat med ett GPS/GLONASS system. Telekrigssystemet uppgraderades tillsammans med datalänk och siktlinjesindikatorn. Man installerade antingen en fransk Agaveradar eller en rysk Komarradar, detta gav möjligheten att verka mot sjömål samt i viss mån luftmål. 140 av de 180 stycken MiG-27L i indisk tjänst uppgraderades.

### Flogger-J2
- MiG-27K. Detta var den slutgiltiga sovjetiska versionen. Den försågs med lasermålpekare och förmågan att bära vapen med tv-målsökare. Den fasta beväpningen bestod från början av en GSj-6-23M automatkanon men byttes snart ut mot en GSj-6-30 automatkanon. Cirka 200 stycken av varianten byggdes.

## Fåtal i tjänst
Efter Sovjetunionens upplösning under det tidiga 1990-talet så spreds MiG-27 till alla nya stater med Ryssland som den största arvtagaren.
Sri Lankas och Kazakstans flygvapen är ensamma om att fortfarande ha MiG-27M i tjänst i oktober 2021.

### Tidigare användare
- Afghanistan
- Angola
- Belarus
- Bulgarien
- Etiopien
- Kuba
- Indien – Den 29 december 2017 pensionerades de två sista MiG-27ML-Bahadur-skvadronerna med en ceremoni på Jodhpurs flygbas.[2] Den 27 december 2019 pensionerades de sju sista MiG-27MU(PG).[3][4]
- Libyen
- Ryssland – År 1993 pensionerade Ryssland sina MiG-27.[5]
- Sudan[6]

## Bilder

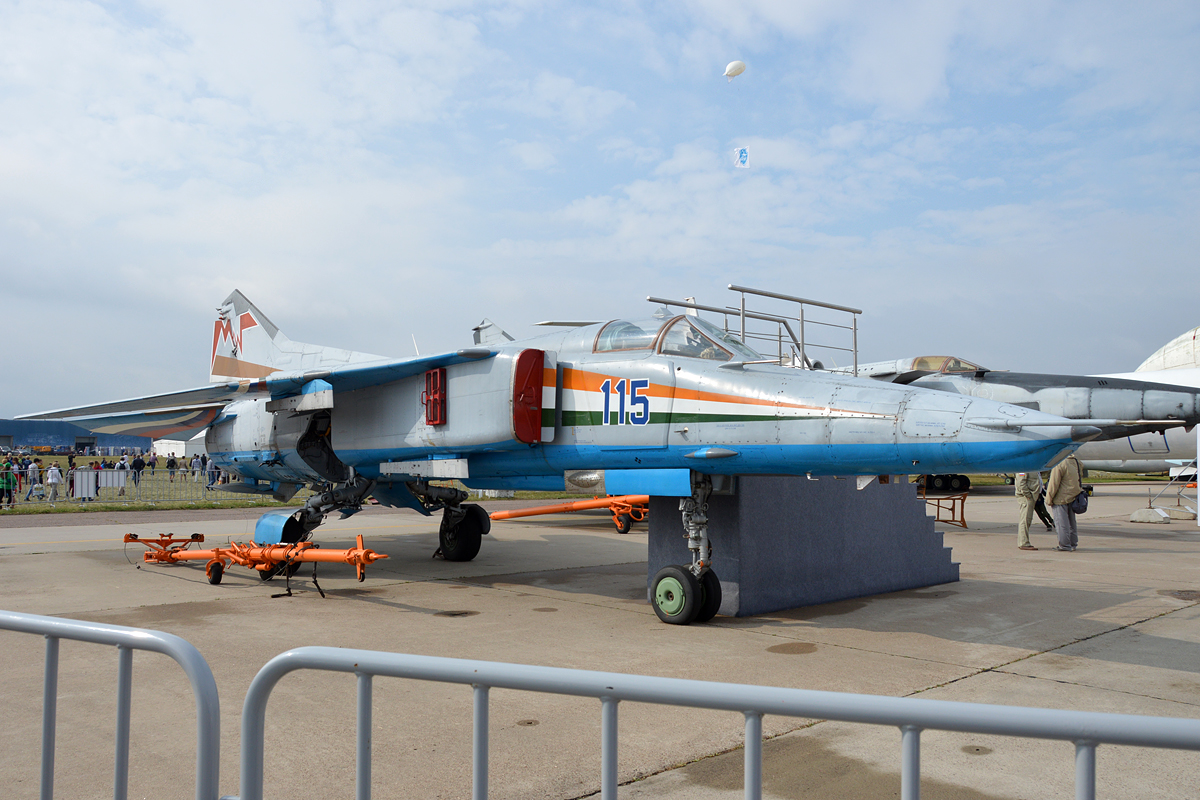
MiG-27M, augusti 2015.
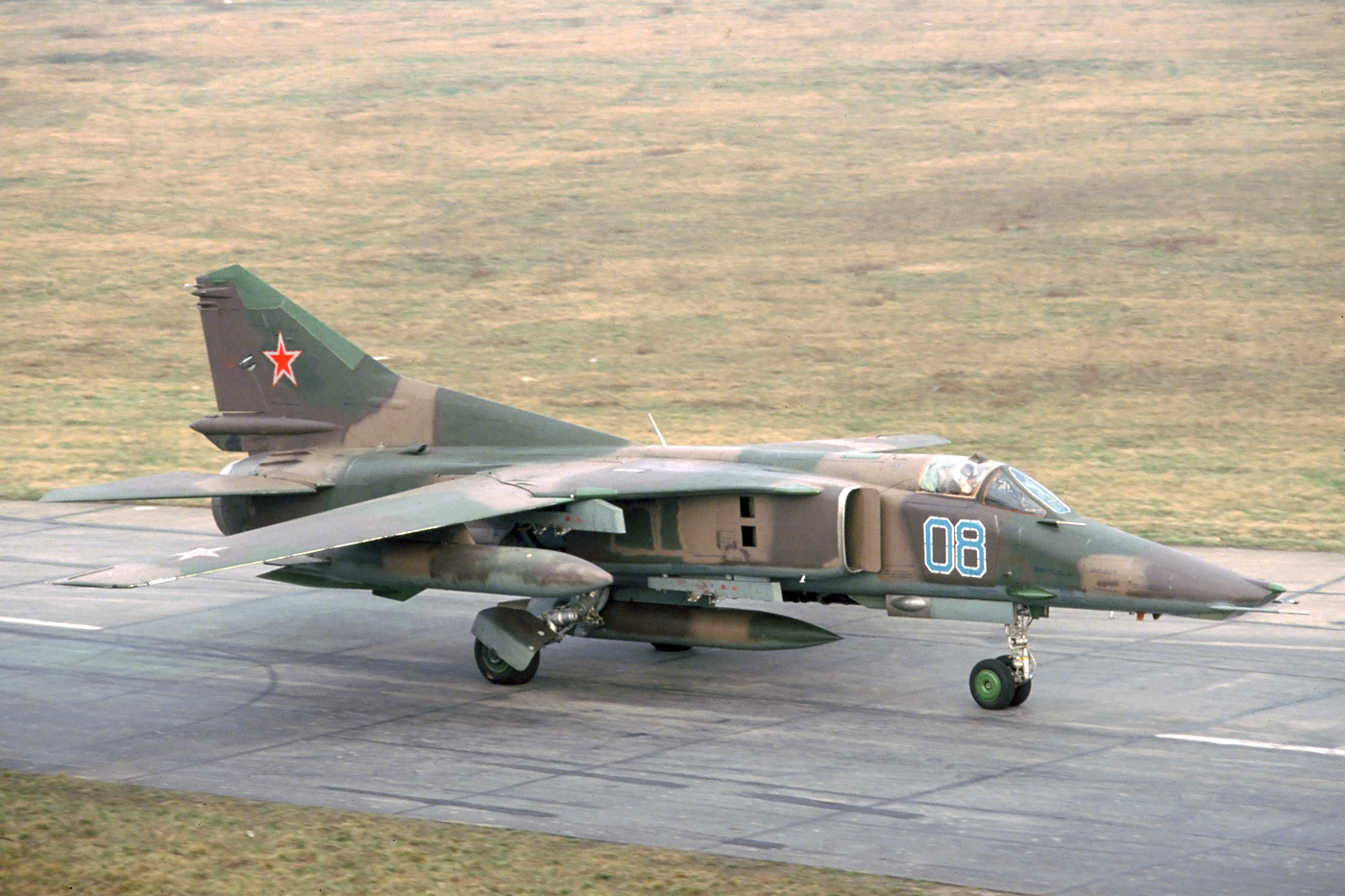
Rysk MiG-27K, mars 1993.
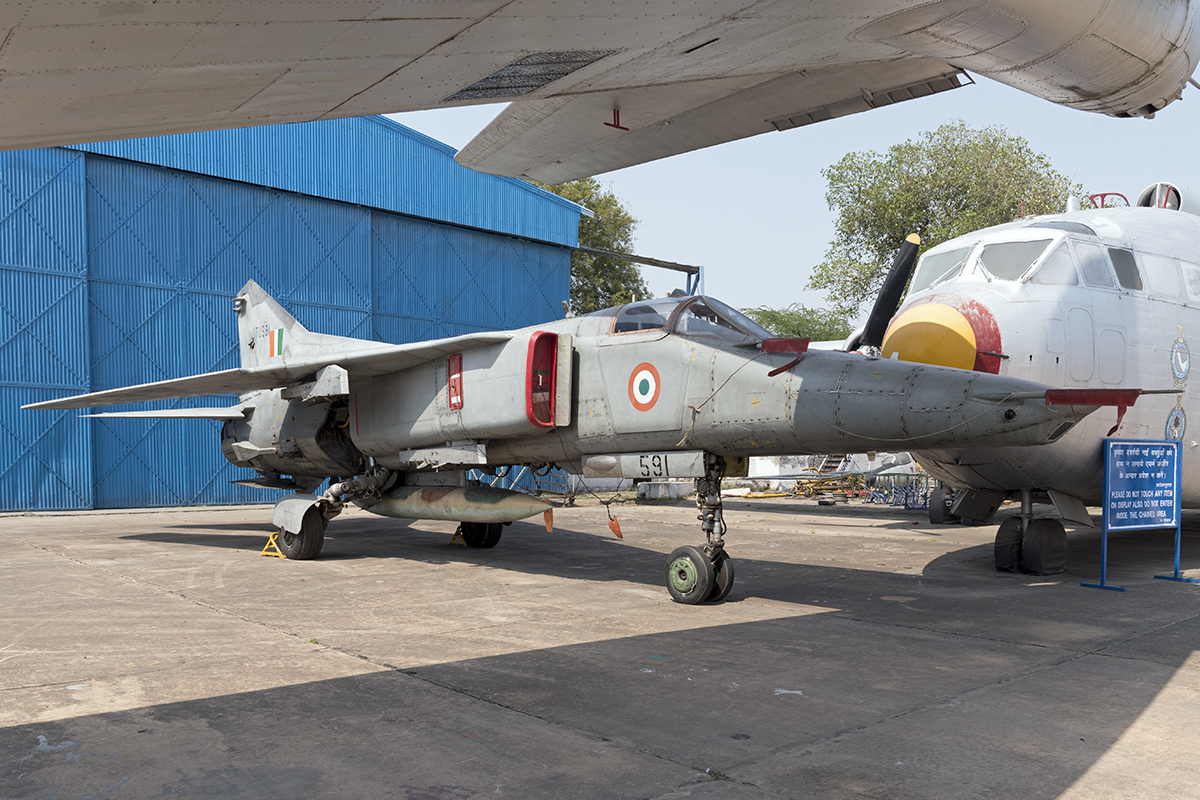
Indisk MiG-27ML, mars 2020.
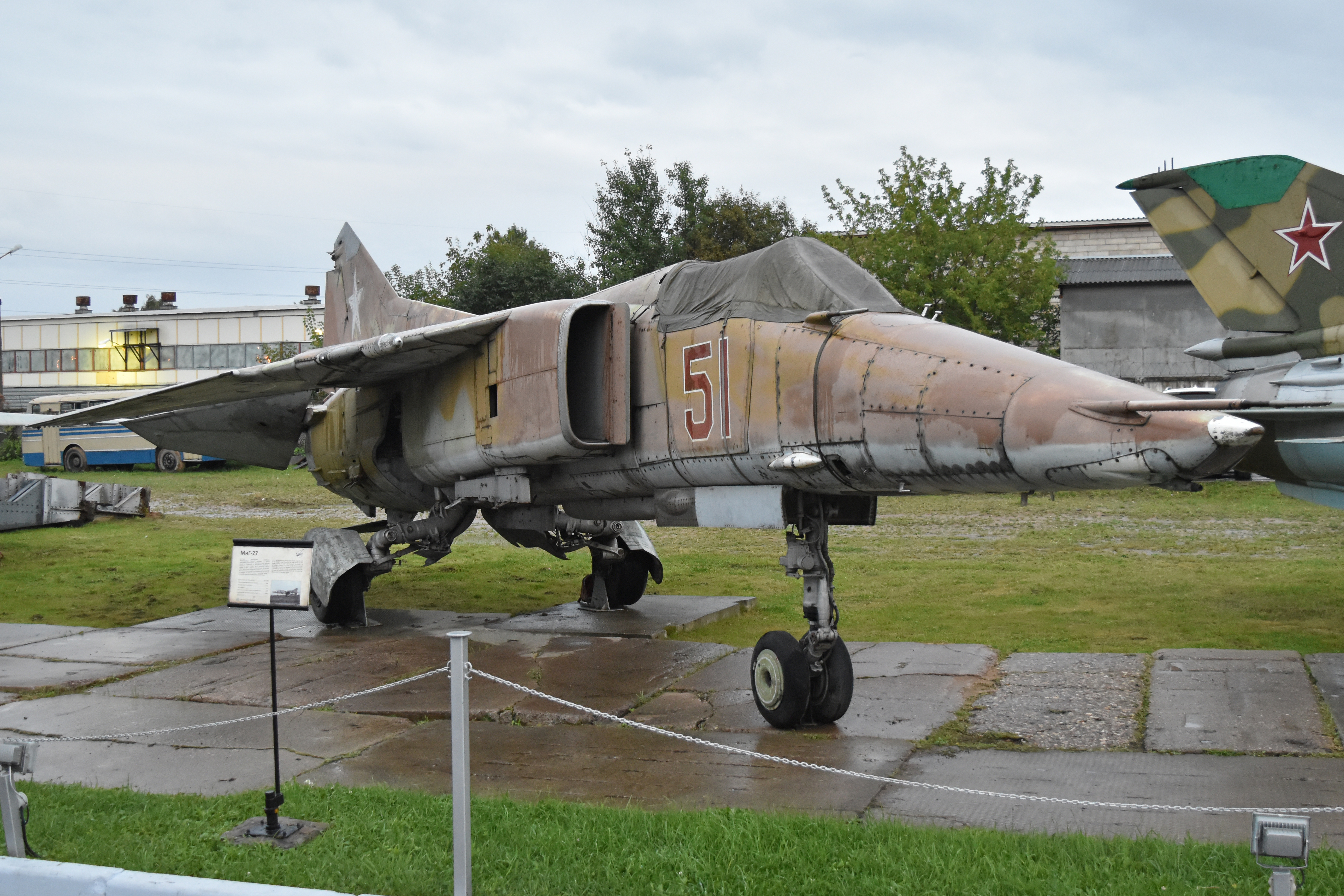
MiG-27D, augusti 2017.
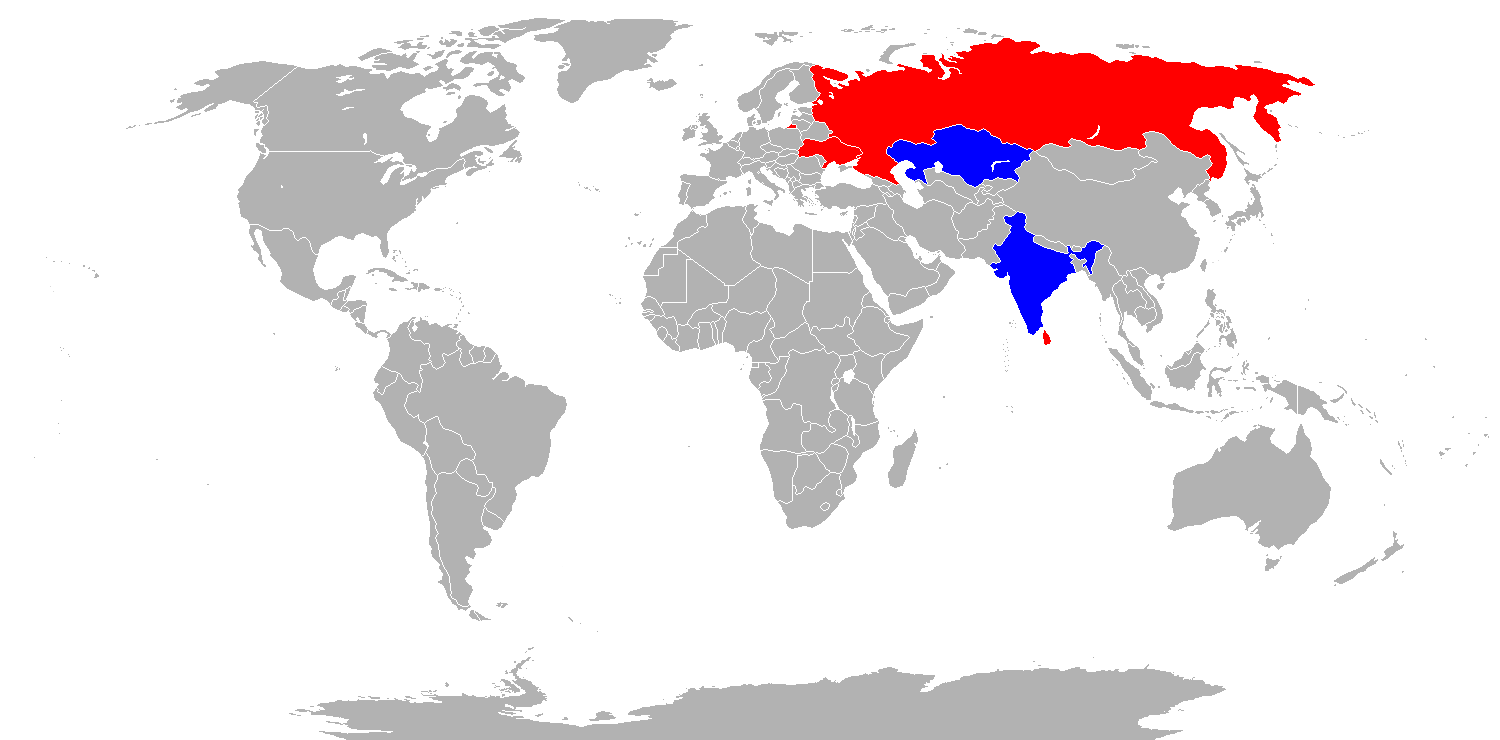
F.d användare i rött och nuvarande i blått, juli 2018.